# 麦克唐纳太阳瓶子草
麦克唐纳太阳瓶子草（学名：Heliamphora macdonaldae）是委内瑞拉的特有的食虫植物。其与塔特太阳瓶子草（H. tatei）之间存在着密切的近缘关系，并在很长一段时间内被认为是塔特太阳瓶子草的一个变种或变型。其分布范围尚不确定，可见于委内瑞拉亚马逊州的瓦查马卡利山（Cerro Huachamacare）及杜伊达山（Cerro Duida），海拔分布范围大致为1500米至2300米。其种加词“macdonaldae”来源于美国植物学家麦克唐纳夫人（Mrs. MacDonald）。尚未发现麦克唐纳太阳瓶子草的自然杂交种，但其常与塔特太阳瓶子草同域分布。

## 形态特征
麦克唐纳太阳瓶子草的捕虫瓶基部为漏斗形；瓶肩收缩使得捕虫瓶下部略呈葫芦形；上部细长，略呈漏斗形。其通常长16至25厘米，宽4至6厘米。瓶口内表面附近具长2至4毫米下向毛，瓶肩内表面对应处具长4至6毫米的被毛，其余部分无毛。瓶盖为圆锥形。捕虫瓶内表面通常有红色或紫色的网纹，也可能为纯红色；外表面通常为黄绿色；瓶盖则为纯红色。其中，分布于瓦查马卡利山的种群的捕虫瓶颜色较其他地区浅，主要为黄绿色，衰老后转红。

## 相关物种
成熟的麦克唐纳太阳瓶子草标本极少形成外倾的短茎。在这一特征上，其更接近于内布利纳山太阳瓶子草（H. neblinae），而与塔特太阳瓶子草差别较大。在捕虫瓶上，麦克唐纳太阳瓶子草无塔特太阳瓶子草喇叭形的细长捕虫笼。且其瓶盖不拉长。在捕虫瓶内表面上，内布利纳山太阳瓶子草和塔特太阳瓶子草都无毛，且具特征性的颜色。此外，这三个物种的原生地存在明显差异。